# Cathrine Paulsen
Cathrine Paulsen (n 3 de abril de 1982 en Larvik, Vestfold) es una cantante y compositora noruega, conocida por haber sido la vocalista del grupo de black metal sinfónico noruega Trail of Tears. 

## Discografía

### Con Lucid Fear
- Mistro (Demo) - (2005)

### Con Trail of Tears
- A New Dimension of Might (2002)
- Bloodstained Endurance (2009)
- Oscillation (2013)

### Como invitada
- Rock Tribune CD Sampler Mei 2009 Nr. 85 (2009) - Varios artistas. Con Trail of Tears en "The Feverish Alliance"
- Symphonic & Opera Metal Vol. 1. (2015) - Varios artistas. Con Trail of Tears en "Room 306".
- Tribute To Dead Can Dance: The Lotus Eaters (2004) - Varios artistas. Con Trail of Tears en "The Arcane".